# Человек уходит за птицами
«Человек уходит за птицами» — советский фильм 1975 года режиссёра Али Хамраева, снятый на киностудии «Узбекфильм».

## Сюжет
философская-поэтическая сказка о детстве народного мудреца, о становлении его характера в борьбе со злом и несправедливостью. — Советский экран, 1974
Юному сироте Фаруху тяжело живётся в родном кишлаке. Его любимую Амадерю выдали замуж за богатого бая. С другом Хабибом он решает идти на поиск легендарной птицы-счастья. В пути во время наводнения они спасают девочку Гульчу, чья семья гибнет во время наводнения. Хабиб встретил новую любовь, и взаимную. Но радость Фпруха за счастье друга недолго — Аллаяр-баю мало жён, мало Амадрери, и он положил глаз и на Гульчу. Воспротивившись баю гибнут Гульча и Хабиб. Фарух остаётся один. Встретившись с жестокостью и несправедливостью, Фарух понимает, что ждать счастья бессмысленно. Бредя по дороге он встречает нищего странника, который раскрывает Фаруху, что птицу-счастье невозможно просто найти или ждать, за неё нужно бороться с сильными мира также как и они — с оружием в руках. Фарух берёт в руки меч и клянётся бороться а справедливость и счастье народа против его угнетателей.

## В ролях
- Джахангир Файзиев — Фарух
- Дилором Камбарова — Амадеря
- Абдугани Саидов — Хабиб
- Наргис Авазова — Гульча
- Мелис Абзалов — Аллаяр-бай
- Болот Бейшеналиев — стражник Аллаяр-бая
- Хикмат Латыпов — нищий странствующий старик
- Бахтиёр Ихтияров — отец Фаруха
- Гульча Ташбаева — мать Фаруха
- Шухрат Иргашев — богатый жених
- Машраб Юнусов — мулла на свадьбе
- Яхьё Файзуллаев — житель кишлака
- Джамал Хашимов — житель кишлака
- Шариф Кабулов — житель кишлака
- Максуд Атабаев — человек-птица

## Критика
Судьба юных героев, странников и искателей истины, в сущности, невнятна даже и для такого необязательного в деталях жанра, как легенда. Созерцание юношеской прелести Фаруха и его друзей доставляет высокое наслаждение, но одновременно ослабляет драматическую сущность того извечного конфликта между свободой и рабством, который лежит в основе этого мастерски сделанного фильма.
Поэзия противопоставлена в картине «презренной» прозе. Духовная озаренность материальной выгоде. Мечта — грубой реальности. Противопоставлены откровенно и нарочито. Что вполне соответствует жанру картины, ибо перед нами притча, по-восточному орнаментальная и изысканная, запросто использующая абстрактные понятия древней философии и библейскую тональность обобщений.

И все же нельзя не признать, что лучшие кадры ленты возводят эстетическое совершенство в ранг истинно духовного творения.— Анатолий Макаров, журнал «Спутник кинозрителя», № 8, 1976 год

## Фестивали и награды
- IX Всесоюзный кинофестиваль (1975, Фрунзе) — Премия за лучшее изобразительное решение фильма режиссеру А. Хамраеву, оператору Ю. Клименко, художнику Э. Калантарову.
- VI Индийский международный кинофестиваль (1977, Дели) — Приз «Серебряный павлин» за лучшую режиссуру и оригинальность поэтического фильма А. Хамраеву.